# Kekerturnak Island
Kekerturnak Island är en ö i Kanada.   Den ligger i territoriet Nunavut, i den östra delen av landet, 2 600 km norr om huvudstaden Ottawa. Arean är 6,9 kvadratkilometer.
Terrängen på Kekerturnak Island är lite kuperad. Öns högsta punkt är 497 meter över havet. Den sträcker sig 3,0 kilometer i nord-sydlig riktning, och 3,5 kilometer i öst-västlig riktning.